# La Masia de Castellar
La Masia de Castellar és una obra d'Aguilar de Segarra (Bages) inclosa a l'Inventari del Patrimoni Arquitectònic de Catalunya.

## Descripció
Gran casal, amb edificacions auxiliars annexes i una part moderna dedicada també a habitatge.
La façana principal del mas ha estat restaurada recentment, i s'espera que a poc a poc ho sigui tota la resta de la casa.